# Pelorurus bruchoides
Pelorurus bruchoides är en skalbaggsart som först beskrevs av Sylvain Auguste de Marseul 1855.  Pelorurus bruchoides ingår i släktet Pelorurus och familjen stumpbaggar. Inga underarter finns listade i Catalogue of Life.